# كلير نادو
كلير نادو (بالفرنسية: Claire Nadeau)‏ هي ممثلة فرنسية، ولدت في 1 يونيو 1945 في فرنسا.

## وصلات خارجية
- كلير نادو على موقع IMDb (الإنجليزية)
- كلير نادو على موقع ألو سيني (الفرنسية)
- كلير نادو على موقع ميوزك برينز (الإنجليزية)
- كلير نادو على موقع أول موفي (الإنجليزية)
- كلير نادو على موقع قاعدة بيانات الأفلام السويدية (السويدية)
- كلير نادو على موقع قاعدة بيانات الفيلم (الإنجليزية)
- كلير نادو على موقع كينوبويسك (الروسية)